# Jüdischer Friedhof (Schmalkalden)

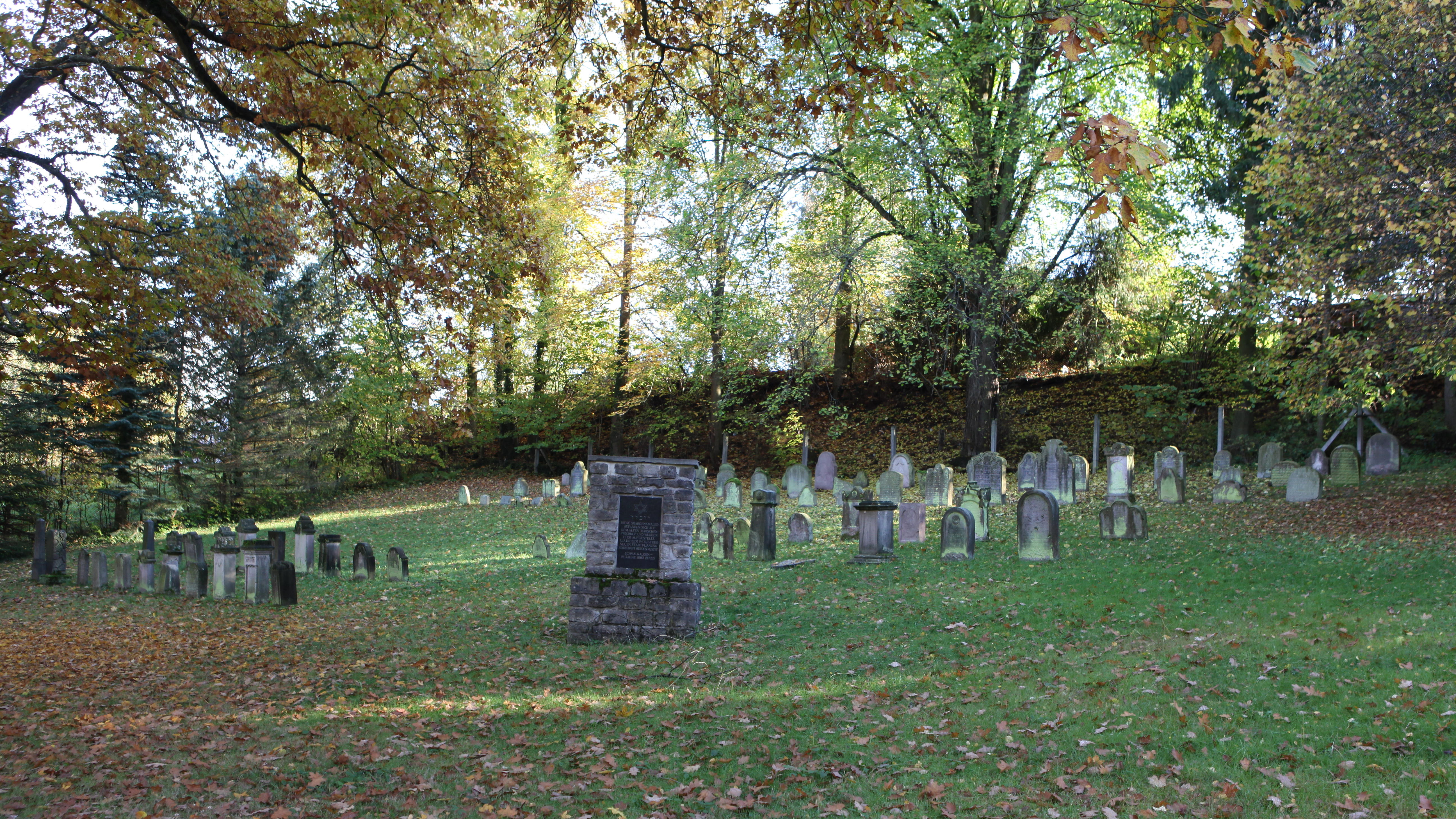
Ältere Grabsteine

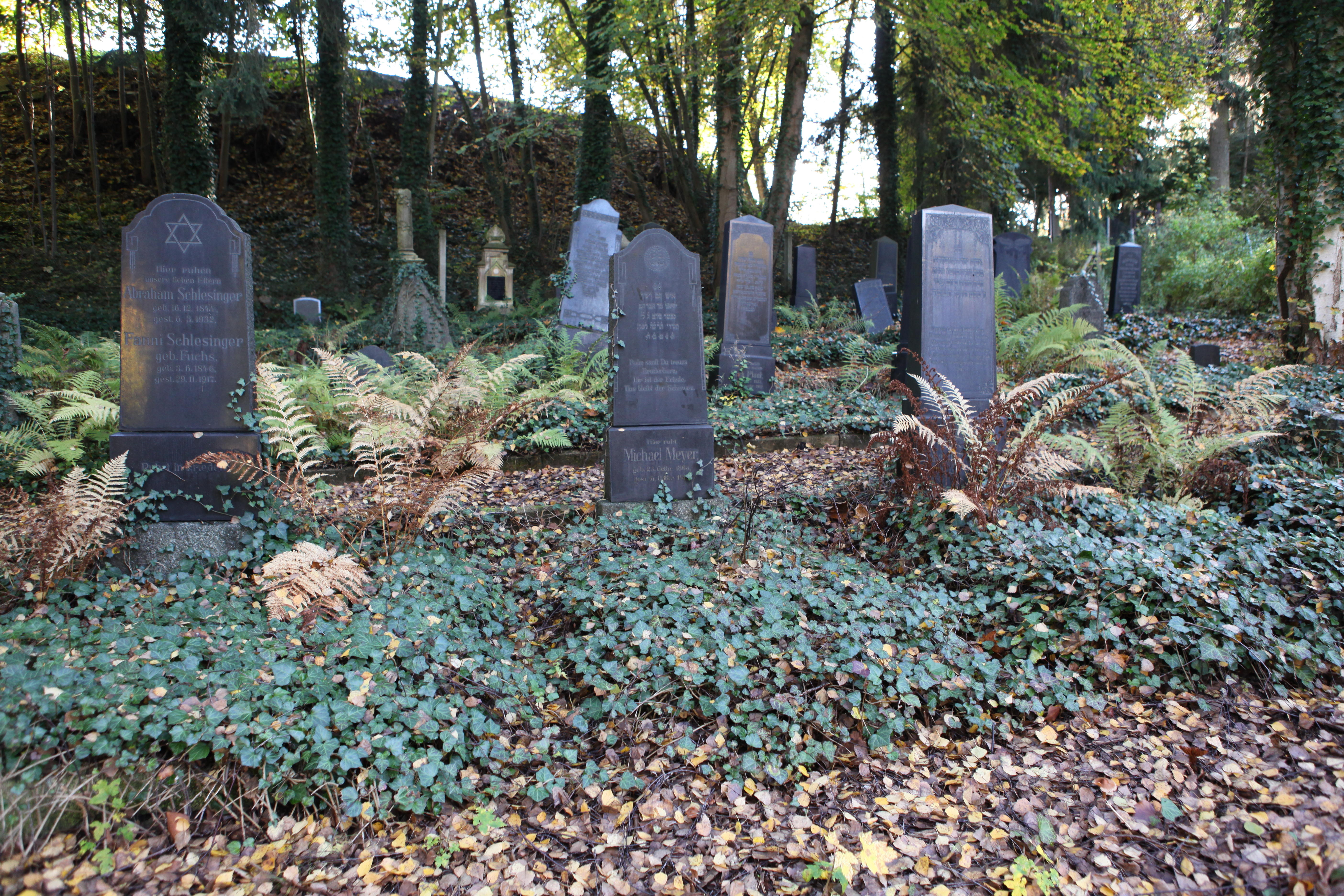
Jüngere Grabsteine

Der Jüdische Friedhof Schmalkalden liegt in der thüringischen Stadt Schmalkalden im Landkreis Schmalkalden-Meiningen.

## Geschichte
Ab 1611 durften sich Juden wieder in Schmalkalden niederlassen.
1622 lebten acht jüdische Familien mit etwa 40 Personen in dem Ort. 1639 gab es 21 jüdische Familien. 1827 wurden 81 jüdische Einwohner gezählt, bis 1871 stieg die Zahl auf 99 und bis 1905 auf 120 Personen, 1,3 % von insgesamt 9.529 Einwohnern. 1933 lebten noch 80 jüdische Personen in Schmalkalden. Die letzten jüdischen Einwohner wurden 1942 bis 1944 deportiert.
Den ersten jüdischen Friedhof legte die Gemeinde um 1611 unmittelbar vor dem Osttor der Altstadt, am Stiller Tor, an. Auf ihm wurden bis um 1895 Beisetzungen vorgenommen. Nach 1895 wurde neben dem städtischen Friedhof ein neuer Friedhof angelegt und 1897/98 erstmals belegt. 1962 wurden der alte Friedhof eingeebnet und die Grabsteine auf den neuen jüdischen Friedhof versetzt.

## Lage und Charakterisierung
Der Friedhof liegt nordwestlich vom Schmalkaldener Stadtzentrum am Eichelbach, östlich neben dem kommunalen Friedhof. Auf einer Fläche von 38,77 Ar sind auf der östlichen Seite 108 ältere Grabsteine (Mazewa), vom alten Friedhof am Stiller Tor versetzt, vorhanden. Im westlichen, seit 1897/98 belegten Teil stehen 46 neuere Grabsteine in vier Reihen. Die letzte Bestattung fand 1942 statt.